# Vía Colectora Acceso Sur de Ambato
La Vía Colectora Acceso Norte de Ambato (E493) es una vía secundaria  que conecta  al sur de la ciudad de Ambato con la Troncal de la Sierra (E35).  Esta vía tiene carácter de autopista de 4 carriles (dos carriles en cada dirección). 
- Datos: Q2103433